# Geoffroyus simplex
Geoffroyus simplex là một loài chim trong họ Psittacidae.